# Cal Don
Cal Don és una obra amb elements renaixentistes i barrocs d'Arnes (Terra Alta) inclosa a l'Inventari del Patrimoni Arquitectònic de Catalunya.

## Descripció
Edifici molt alterat del seu inicial, sofrint una "actualització", la seva portalada de mig punt encegada per donar lloc a una porta rectangular, façana retocada i ratllada, sòcol, etc. Es conserva a la façana un escut d'armes, les superfícies exteriors pintades fent ressaltar, cantoneres, línies de forjats i finestres. Alguns balcons, els centrals reposen sobre mènsules.

## Història
Pertangué a la família del "Don", un dels senyors amb més poder d'Arnes. L'esmentat "Don" va arribar a posseir quasi tota l'illa de cases que està aquesta casa.